# Oceans Niagara
Oceans Niagara è un singolo del gruppo musicale francese M83, pubblicato il 10 gennaio 2023 come primo estratto dal nono album in studio Fantasy.

## Descrizione
Come spiegato dall'unico membro del gruppo Anthony Gonzalez, il brano è stato pensato per creare «un senso di amicizia»:

## Video musicale
Il video, con Anthony Gonzalez nel rulo di "il mostró" e diretto da Yann Gonzalez (fratello di Anthony), è stato reso disponibile in concomitanza con il lancio del singolo.

## Tracce
Testi e musiche di Anthony Gonzalez, Joe Berry, Justin Meldal-Johnsen, Loïc Maurin e Yann Gonzalez.
1. Oceans Niagara – 4:32

## Formazione
Hanno partecipato alle registrazioni, secondo quanto riportato dall'etichetta:
Musicisti
- Anthony Gonzalez – voce, sintetizzatore
- Justin Meldal-Johnsen – chitarra, basso, sintetizzatore, programmazione, percussioni
- Joe Berry – sintetizzatore, cori
- Kaela Sinclair – cori
- Josh Freese – batteria

Produzione
- Anthony Gonzalez – produzione
- Justin Meldal-Johnsen – produzione
- Tony Hoffer – missaggio